# 豪哈

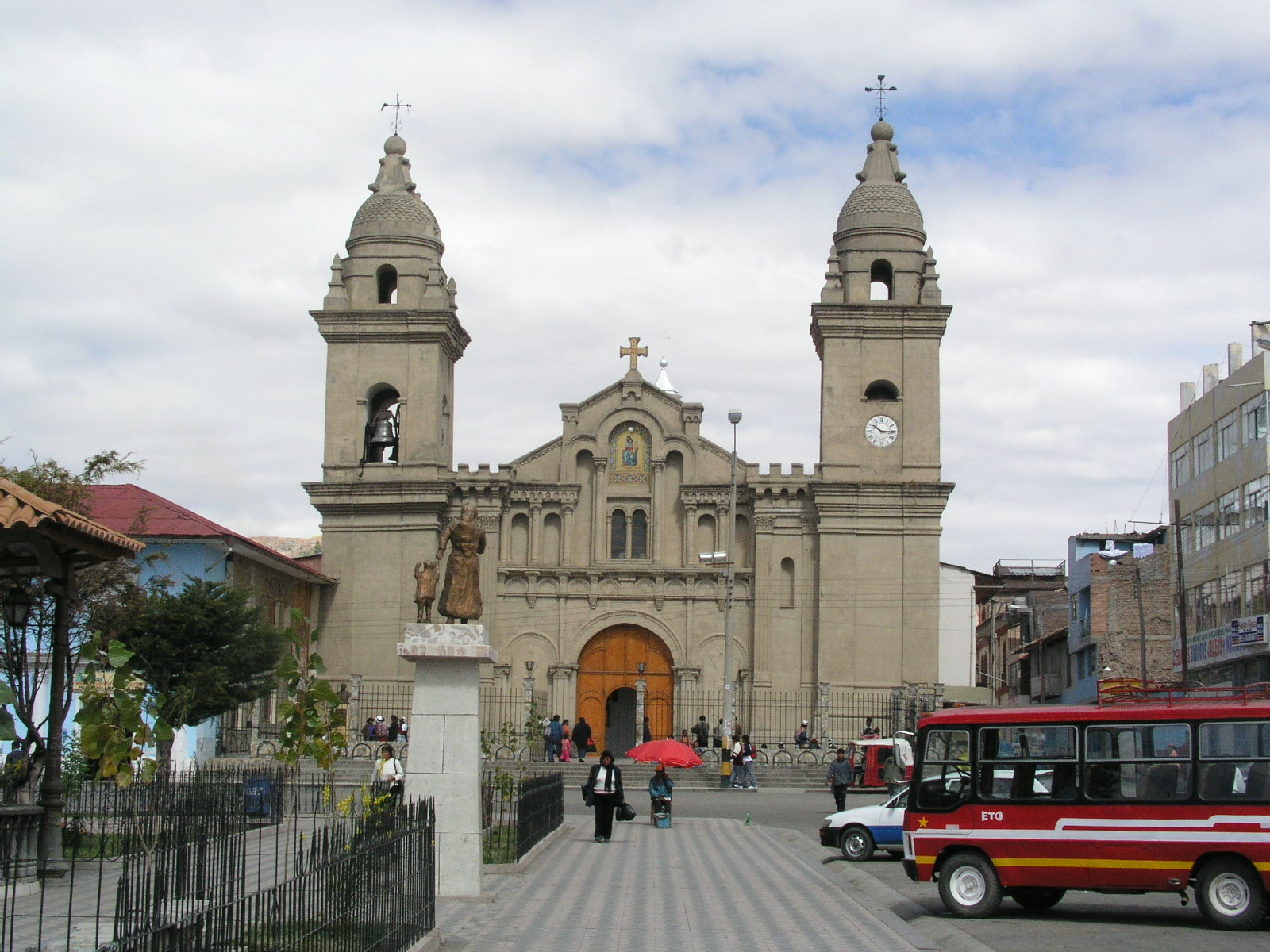

豪哈（西班牙語：Jauja）是秘魯的城市，位於該國中部胡寧大區，是豪哈省的首府，處於萬卡約西北面45公里，距離首都利馬266公里，海拔高度3,400米，始建於1534年4月25日，2007年人口16,424。